# Український інститут інтелектуальної власності
Український інститут інтелектуальної власності (УІІВ) — державне підприємство (ДП), що входить до структури Міністерство економіки України. Метою діяльності УІІВ є задоволення потреб юридичних та фізичних осіб у послугах щодо набуття, використання та захисту прав на об’єкти інтелектуальної власності, науково-технічні та інформаційні технології для забезпечення сталого розвитку економіки України.

## Історія[3]
Становлення державної системи охорони інтелектуальної власності в Україні зі здобуттям незалежності відбувалося в декілька етапів. У межах основних державотворчих процесів пострадянського часу вже в 1992 році було створено Державне патентне відомство України та Науково-дослідний центр патентної експертизи. У 1993 році, Верховна Рада України ухвалили основні галузеві закони — «Про охорону прав на винаходи і корисні моделі», «Про охорону прав на промислові зразки» та «Про охорону прав на знаки для товарів і послуг». За шість років на базі Науково-дослідного центру патентної експертизи було створено Державне підприємство «Інститут промислової власності».
7 червня 2000 року на виконання Указу Президента України від 15 грудня 1999 року № 1573/99 «Про зміни у структурі центральних органів виконавчої влади» та постанови Кабінету Міністрів України від 4 квітня 2000 року № 601 «Про утворення Державного Департаменту інтелектуальної власності у складі Міністерства освіти і науки України» було створено Державне підприємство «Український інститут промислової власності» («Укрпатент»), яке входило до сфери управління Державного департаменту інтелектуальної власності Міністерства освіти і науки України. Першим директором і Науково-дослідного центру патентної експертизи, і Українського інституту промислової власності був доктор наук у галузі права Петро Крайнєв.
У 2011 році «Укрпатент» було передано до сфери управління Державної служби інтелектуальної власності України.
Серед підприємств, правонаступником яких став «Укрпатент», було Державне підприємство «Інтелзахист», що було створене з метою організації і забезпечення ведення Єдиного реєстру одержувачів контрольних марок для маркування примірників аудіовізуальних творів та фонограм, забезпечення процесу видачі контрольних марок для маркування примірників аудіовізуальних творів та фонограм, запровадження заходів з легалізації комп'ютерних програм і правомірного їх використання, ведення реєстру виробників та розповсюджувачів програмного забезпечення, ДП «Інтелзахист» було створене 14.08.2002, рішення про припинення було прийняте — 15.12.2016.
В 2017 році, в рамках процесу реформування державної системи правової охорони інтелектуальної власності в Україні Державна служба інтелектуальної власності України (ДСІВ) припинила виконувати функції з реалізації державної політики у сфері інтелектуальної власності.
Попри те, що Державний департамент інтелектуальної власності формально видавав правопідтверджуючі документи на об'єкти промислової власності та виступав офіційною установою для цілей міжнародного співробітництва, фактично більшість функцій департаменту щодо реєстрації, обліку та захисту об'єктів промислової власності здійснював «Укрпатент».
8 листопада 2022 року, з 00:00, тобто з моменту набуття чинності розпорядження Кабінету Міністрів України від 28 жовтня 2022 року № 943-р «Деякі питання Національного органу інтелектуальної власності», яким Український національний офіс інтелектуальної власності та інновацій (УКРНОІВІ) визначено суб'єктом, що виконує функції національного офісу інтелектуальної власності (НОІВ), виконання цих функцій Державним підприємством «Український інститут інтелектуальної власності» («Укрпатент») — було припинено.

## Відділення інновацій
Відділення інновацій — підрозділ, до головних завдань якого віднесено надання патентно-інформаційних і консультаційних послуг у сфері інтелектуальної власності, здійснення науково-технічної діяльності та інших дій щодо надання правової охорони об'єктам інтелектуальної власності. Заснований у травні 2001 року як «Український центр інноватики та патентно-інформаційних послуг». До 20 серпня 2015 р. був філією Державного підприємства «Український інститут промислової власності» («Укрпатент»), після чого припинив свою діяльність. На базі центру було створено Відділення інновацій.

### Головні завдання та перелік основних послуг відділення інновацій
- підготовка та подання на реєстрацію заявок для отримання охоронних документів на об'єкти права промислової власності, у тому числі: винаходи, корисні моделі, промислові зразки, торговельні марки, зазначення походження товарів, топографії інтегральних мікросхем;
- підготовка документів для реєстрації об'єктів авторського права;
- усі види патентного пошуку інформації (тематичний, іменний тощо);
- підготовка та розміщення інформації про об'єкт промислової власності на сайті Інтернет-біржі промислової власності, з можливістю подальшого пошуку джерел інвестування.

## Періодичне видання
Бюлетень «Промислова власність» — періодичне видання ДП «Українського інституту інтелектуальної власності» («Укрпатенту»). Періодичність видання визначається обсягом інформації, яка надходить для друку. Спостерігається збільшення частоти видання бюлетеня — так з 1993 р. по 2001 р. — він виходив з частотою 3-11 номерів на рік, починаючи з 2002 року — 12 чисел на рік у двох книгах, з весни 2007 року частота виходу бюлетеня знову зросла — бюлетень видається 2 рази на місяць у двох книгах.
Бюлетень містить відомості про заявки на винаходи, які прийняті до розгляду, про видачу патентів України на винаходи, корисні моделі, промислові зразки, реєстрацію топографій інтегральних мікросхем, видачу свідоцтв України на знаки для товарів і послуг, знаки, зареєстровані відповідно до Мадридської угоди про міжнародну реєстрацію знаків та/або Протоколу до Мадридської угоди про міжнародну реєстрацію знаків, яким надана охорона в Україні, заявки на реєстрацію кваліфікованих зазначень та їх реєстрацію.
Крім того, друкуються міжнародні класифікації об'єктів промислової власності у перекладі українською мовою:
- «Міжнародна класифікація промислових зразків (Локарнська класифікація)».
- «Міжнародна патентна класифікація. Дев'ята редакція (2009). Базовий рівень».
- «Загальна інформація стосовно восьмої редакції Міжнародної патентної класифікації (МПК)».
- "Міжнародна класифікація товарів і послуг для реєстрації знаків (Ніццька класифікація).

## Розслідування
3 листопада 2022 року, Офіс Генерального прокурора та Державне бюро розслідувань повідомили, що ними було викрито колишнього в.о. держсекретаря міністерства економіки, колишнє керівництво держпідприємства «Укрпатент», а також керівника однієї з благодійних організацій на заволодінні державними коштами у розмірі 250 млн грн. У червні 2022 року вони здійснили незаконне перерахування понад 250 млн грн з рахунку державного підприємства на рахунок благодійної організації на закупівлю балістичних бронежилетів Military Ballistic Vest Protection Level 4 для потреб Міністерства оборони України. Гроші перераховувалися на волонтерські рахунки, але насправді — розкрадалися посадовцями шляхом проведення низки фінансових операцій та удаваних правочинів з перерахуванням їх невстановленими особами на рахунки підприємств з ознаками фіктивності і підконтрольної благодійної організації з виведенням їх з безготівкового обігу в готівку. Броньовані жилети для потреб Міноборони України не були придбані та не були поставлені. Ексдиректору та головному бухгалтеру Державного підприємства, в.о. Державного секретаря міністерства та директору благодійної організації було повідомлено про підозри за ч. 5 ст. 191 (привласнення, розтрата майна або заволодіння ним шляхом зловживання службовим становищем) КК України. Проведення досудового розслідування здійснюється Головним слідчим управлінням Державного бюро розслідувань. 